# Death Row Records
La Death Row Records è un'etichetta discografica statunitense, specializzata in produzione di musica hip hop. È stata una delle più importanti etichette degli anni '90, con artisti come Hot Bobby, Tupac Shakur, Snoop Dogg & Dr.Dre.
Verso la fine degli anni '90, l'etichetta cominciò a declinare dopo la morte del suo artista protagonista, Tupac Shakur, la detenzione del cofondatore Suge Knight e le dimissioni di Dr.Dre e Snoop Dogg. Sebbene la Death Row Records godesse di un successo finanziario, è stata coinvolta in numerose controversie, azioni legali e violenze da parte dei suoi artisti e soci. La Death Row Records ha dichiarato bancarotta nel 2006 ed è stata messa all'asta da WIDEawake Entertainment per $18.000.000 il 15 gennaio 2009.
Nel 2022 il rapper Snoop Dogg acquista e prende in gestione in via ufficiale la sua vecchia etichetta discografica per una cifra sconosciuta ai media, rilanciandola pubblicando il suo album BODR.

## Storia
Fu fondata nel 1992 da Dr. Dre e Marion "Suge" Knight. Questa casa discografica, con sede a Beverly Hills, quartiere di Los Angeles, California, è stata per vario tempo un riferimento per il genere del gangsta rap, che è nato ed ha sfondato soprattutto sulla West Coast americana, in California appunto. Non è chiaro tuttora da dove provenissero i soldi necessari a "far partire" l'etichetta, e più di un sospetto fa pensare che sia stata creata con i proventi dell'attività di spaccio di stupefacenti di un famoso gangster americano di nome Michael "Harry-O" Harris, affiliato ai Mob Piruz (gang di Los Angeles affiliata ai Bloods), dei quali Knight è stato, ed è tuttora membro.
Dal 1993 fino al 1995 l'etichetta ha avuto una sorta di faida con la Ruthless Records capitanata da Eazy-E, vecchia conoscenza di Dr.Dre. Eazy infatti dopo aver ricevuto degli insulti nella canzone Fuck wit Dre Day  rispose attaccando e deridendo per anni quasi tutti gli artisti della Death Row e l'etichetta stessa (la più famosa Real Muthaphuckkin G's, in cui attacca Dre e Snoop). La faida Eazy (Ruthless Records) contro Dre (Death Row Records) finisce quando Eazy muore di AIDS nel marzo 1995. Eazy, tuttavia aveva fatto pace con Dre prima di morire, ma Suge Knight, proprietario della Death Row, non provò compassione neanche davanti alla morte di Eazy, continuando a prenderlo in giro per la sua morte a vari Talk Show.
Anche se in un'intervista Danny Boy (artista della Death Row) dice di essere andato insieme a Suge Knight a trovare Eazy in ospedale prima della sua morte.
Gli artisti che hanno fatto la fortuna della Row sono stati indubbiamente Tupac Shakur, Snoop Doggy Dogg, e soprattutto Dr. Dre, grande producer e rapper, l'eclettico Mc Hammer, gli Above The Law, Kurupt, solo per citarne alcuni. Ma con l'implicazione della Death Row e di Knight, peraltro non provata, negli omicidi di Tupac Shakur e The Notorious B.I.G., la vita "movimentata" del CEO Suge Knight dentro e fuori dal carcere, le accuse all'etichetta di essere affiliata alla gang dei Bloods, l'abbandono di molti artisti che avevano fatto il successo della Death Row (tra cui lo stesso Dr. Dre) l'ha ridotta a vivere per lo più di rendita.
Anche se successivamente l'etichetta non ebbe sotto contratto artisti di grido, ha avuto non indifferenti guadagni vendendo remix, mixtape, materiale inedito e quant'altro di un grande artista come Tupac Shakur: il rapper in vita ha inciso molto materiale ancora inedito i cui diritti sono stati detenuti dalla Death Row, almeno per quelli che loro stessi possiedono incisi da Pac in sala di registrazione nel suo periodo con loro. Se a questi aggiungiamo i vari mix, best of eccetera appunto, la casa ha continuato a guadagnare, anche se l'artista è morto, visto e considerato quanto sia amato come personaggio, quanto abbia venduto e quanta attenzione ci sia attorno alla sua figura.

### Fallimento
Il 4 aprile 2006 sia la Death Row Records che Suge Knight hanno presentato istanza di protezione in caso di fallimento del Chapter 11 in seguito alla nomina di un Receiver per l'acquisto e la vendita di beni sia della Death Row Records che di Suge Knight nella causa intentata da Lydia Harris contro Suge Knight. Tra quelli elencati come creditori non garantiti alla Death Row ci sono Harris, Internal Revenue Service ($ 6,900,000), Koch Records ($ 3,400,000), Interscope Records ($ 2,500,000) e un certo numero di artisti precedentemente firmati per l'etichetta. Suge Knight alla fine perse il controllo della Death Row Records e dei suoi beni personali quando il Chapter 11 Trustees prese in consegna entrambi i casi.

### Acquisizione da parte di Snoop Dogg
Il 9 febbraio 2022, pochi giorni prima di partecipare allo spettacolo del Super Bowl LVI e di rilasciare il suo nuovo album BODR, Snoop Dogg ha annunciato tramite i suoi social che era in corso la trattativa per acquisire i diritti della sua ex casa discografica Death Row Records dal gruppo MNRK Music Group (ex eOne Music). L'acquisizione inizialmente non includeva i diritti degli album prodotti dall'etichetta,ma secondo alcune notizie riportate,è stato quasi raggiunto un accordo con la MNRK per avere i diritti dei propri album e di alcuni rapper facenti parte della vecchia Death Row. L'11 febbraio 2022 Snoop Dogg ha rilasciato il suo terzo album BODR marchiato con l'etichetta Death Row Records, creando così un salto di 26 anni tra il suo ultimo album rilasciato con la stessa etichetta, ovvero TheDoggfather.
Inizialmente l'acquisizione da parte di Snoop Dogg non includeva i diritti per gli album di Tupac Shakur e Dr. Dre, però in un'intervista su Tidal datata 4 marzo 2022, Snoop ha dichiarato di possedere tutti gli album prodotti in precedenza dalla Death Row, inclusi il suo primo album Doggystyle e l'album The Chronic di Dr. Dre. Alcuni giorni dopo, l'avvocato di Dr. Dre, Howard King, ha smentito tali dichiarazioni di Snoop Dogg affermando che i diritti di "The Chronic" sono ancora in possesso del suo autore, Dr. Dre.

## Il cambio di nome
Intorno al 2000 il nome della casa discografica è stato temporaneamente cambiato dallo stesso Knight, in un "meno aggressivo" Tha Row Records (Death Row significa infatti "braccio della morte"), per poi tornare al nome originale poco tempo dopo.

## Discografia
1992
- Dr. Dre — The Chronic (distribuito attraverso la Interscope Records)

1993
- Snoop Doggy Dogg — Doggystyle

1993
- Above the Rim — OST (Official Sound Track)
- Murder Was the Case — OST

1995
- Tha Dogg Pound — Dogg Food (distribuito attraverso la Priority Records)

1996
- Tupac Shakur — All Eyez on Me
- Christmas on Death Row
- Death Row's Greatest Hits (distribuito attraverso la Priority Records)

1996
- Tupac Shakur (come Makaveli) — The Don Killuminati: The 7 Day Theory
- Snoop Doggy Dogg — Tha Doggfather

1998
- Tupac Shakur — Greatest Hits
- Lady of Rage - Necessary Roughness
- Gridlock'd — OST
- Gang Related — OST

1999
- Daz Dillinger — Retaliation, Revenge, And Get Back
- Michel'le — Hung Jury
- Tupac Shakur + Outlawz — Still I Rise

1999
- Tupac Shakur - Until the End of Time
- Suge Knight Represents: Chronic 2000

2000
- Snoop Doggy Dogg — Dead Man Walkin'
- Too Gangsta 4 Radio

2001
- Snoop Dogg — Death Row's Snoop Doggy Dogg Greatest Hits
- Tha Dogg Pound - 2002

2002
- Tupac Shakur — Better Dayz
- Dysfunktional Family — OST

2003
- Tupac Shakur — Nu-Mixx Klazzics

2004
- Tupac Shakur — 2Pac Live

2005
- The Very Best of Death Row
- Kurupt — Against tha Grain
- Tupac Shakur — Live at The House of Blues

2007
- Tupac Shakur – Nu-Mixx Klazzics Vol. 2
- Tupac Shakur – Best of 2Pac, Part 1: Thug
- Tupac Shakur – Best of 2Pac, Part 2: Life

2022
- Snoop Dogg - BODR